# Русалонька 2: Поклик моря
«Русалонька 2: Поклик моря» (англ. The Little Mermaid II: Return to the Sea) — другий мультфільм за черговості появи і останній мультфільм за сюжетом з циклу «Русалонька». Прем'єра відбулася 19 вересня 2000 року.

## Сюжет
У принца Еріка і Аріель народжується донька, яку назвали Мелоді. При знайомстві Мелоді з її дідусем, царем Тритоном, з'явилася сестра Урсули, Моргана. Вона спробувала викрасти Мелоді і шантажувати (згодувати акулі на ім'я Громила) Тритона з метою отримання чарівного тризуба, але у неї це не вийшло, а Громилу цар Тритон перетворив на міні-рибу, схожу на піранью, після чого замок принца Еріка і його сім'ї був відділений від моря великий стіною.
Мелоді не знала, що її мати — русалка, але любов до моря була у неї в крові. Вона кожен день в таємниці від матері плавала в морі і вважала, що мати ніколи її не зрозуміє. Через 12 років Моргана вирішила завоювати довіру у маленької принцеси, і у неї це вийшло. За допомогою Мелоді Моргана отримала тризубець царя Тритона, але маленька принцеса перехитрила злу чарівницю. Незабаром Моргана відправилася вслід за своєю сестрою Урсулою.
З тих пір підводне та земне королівство жили разом в мирі та спокої.

## Персонажі
- Мелоді — головна героїня фільму, донька Еріка та Аріель. Дуже любить море і засмучується, що їй не дозволяють там гратись. Однак, наперекір всім заборонам і старанням Себастьяна, вона дуже часто збирає там мушлі. Їй 12 років. Відшукавши медальйон, який їй подарував її дідусь — царь Тритон, Мелоді свариться зі своєю мамою, оскільки Аріель попереджає доньку про небезпеку моря, на що Мелоді відповідає:

|  | Звідки ти знаєш? Ти там ніколи не була! Оригінальний текст (англ.) How would you know? You've never even been in it! |

Зрештою Мелоді вирішує відправитися на пошуки того, що допоможе їй дізнатися про Атлантику.
- Аріель — вперта і допитлива русалонька. Дуже смілива. Любить свою доньку, тому не дозволяє їй грати в морі і просить Себастьяна поглядати за нею. На початку цього фільму їй 23 роки, а надалі (з розрахунку віку Мелоді) — 35 років.
- Принц Ерік — чоловік Аріель і батько Мелоді. Добрий, справедливий і хоробра людина. На початку фільму йому 25 років, а надалі (з розрахунку віку Мелоді) — 37.
- Моргана — головна антагоністка фільму. Зла, хитра та підступна морська відьма. Хотіла перевершити свою сестру Урсулу. Протягом всього фільму хотіла роздобути тризубець і правити морями (повторюючи мрію Урсули). В кінці у неї це вийшло. Але тризубець у неї хитрістю забрали, а саму Моргану заточили в лід.

## Фільм озвучували
- Джоді Бенсон — Аріель
- Семюел І. — Себастьян
- Тара Стронг — Мелоді
- Пет Керролл — Моргана
- Бадді Хекетт — Скаттл
- Кеннет Марс — царь Тритон
- Макс Казелла — Тіп
- Стівен Ферст — Деш
- Роб Полсен — принц Ерік
- Кленсі Браун — Громила
- Кем Кларк — Флаундер
- Рене Обержонуа — шеф Луі
- Кей Е. Кьютер — Похмурус
- Іді Макклерг — Карлотта
- Ді Бредлі Бейкер — Маска/Кинджал
- Вілл Райан — морськой коник
- Френк Велкер — Макс

## Український дубляж
Фільм дубльовано студією «Le Doyen» на замовлення компанії «Disney Character Voices International» у 2017 році.
- Перекладач тексту та пісень — Роман Кисельов
- Режисер дубляжу — Констянтин Лінартович
- Музичний керівник — Тетяна Піроженко
- Звукорежисер — Микита Будаш
- Координатор дубляжу — Мирослава Сидорук
- Диктор — Михайло Войчук

### Ролі дублювали
- Галина Дубок — Мелоді
- Ліза Курбанмагомедова — Аріель
- Лариса Руснак — Моргана
- Юрій Висоцький — Тритон
- Ігор Тимошенко — Себастьян
- Дмитро Сова — Ерік
- Назар Задніпровський — Рик
- Олександр Погребняк — Смик
- Олег Александров — Флаундер
- Павло Скороходько — Скорик
- Андрій Альохін — Луї

### А також
- Людмила Суслова
- Валерій Легін

## Розбіжності з першим фільмом
| Перша частина (1989) | Друга частина (2000) |
| --- | --- |
| Головний позитивний персонаж — Аріель, а головний негативний — Урсула.                                                             | Головний позитивний персонаж — Мелоді, а головний негативний — Моргана.                                                          |
| Аріель — русалка, і її ціль — стати смертною.                                                                                      | Мелоді — смертна, а її ціль — стати русалкою.                                                                                    |
| Урсула — товста відьма з коротким волоссям і фіолетовим кольором шкіри, досвідчена в магії. Замість ніг 6 щупалець Восьминога з 8. | Моргана — худа чаклунка з довгим волоссям і зеленим кольором шкіри, недосвідчена в магії. Замість ніг всі 8 щупальці Восьминога. |

## Цікаві факти
- Пет Керролл, котра озвучила Урсулу в першому фільмі, також озвучила Моргану в цьому фільмі.
- Фільм став останньою роллю Бадді Хекетта в кіно.
- Мелоді успадкувала риси обох батьків: від Аріель — впертість і допитливість, а від Еріка — тягу до моря.
- На хрестинах Мелоді з'являються всі сестри Аріель, окрім Арісти і Алани.
- Під час заключних титрів фільму звучить нова озвучка пісні «Частина твого світу» (англ. Part of Your World) з першої частини. Тут її виконує американська співачка Шеллі Райт. Другий варіант (у виконанні Енн Мері Боскович) був використаний в декількох дубляжах фільму.
- Краб Себастьян мигцем з'являється в мультсеріалі «Геркулес». Його можна побачити на початку серії «Геркулес та Гибель Атлантиди».
- Краба Себастьяна можна бачити в грі «Disney's Aladdin», де він прикутий до стіни на рівні «Палацові темниці».
- Аріель з'являється в одному з епізодів мультсеріалу «Софія Прекрасна» (епізод «Плавучий палац»), де говорить про спасіння принца Еріка. Ймовірно, ці явища відбуваються паралельно подіям фільму «Русалонька 2: Повернення у море» перед поверненням Аріель в її грот (перше) і перед поверненням до палацу Еріка (друге).

## Неточності
- В першому мультфільмі царь Тритон в гніві знищив всю колекцію Аріель. В другому ж Аріель повертається до неушкодженої печери з цілою колекцією.
- Тризубець неодноразово змінює довжину та товщину, а коли Мелоді передає його царю Тритону, наконечник зникає.